# Geneva Open 2019 - Qualificazioni singolare
Le qualificazioni del singolare del Geneva Open 2019 sono state un torneo di tennis preliminare per accedere alla fase finale della manifestazione. I vincitori dell'ultimo turno sono entrati di diritto nel tabellone principale. In caso di ritiro di uno o più giocatori aventi diritto a questi sono subentrati i lucky loser, ossia i giocatori che hanno perso nell'ultimo turno ma che avevano una classifica più alta rispetto agli altri partecipanti che avevano comunque perso nel turno finale.

## Teste di serie
1. Grigor Dimitrov (qualificato)
2. Damir Džumhur (qualificato)
3. Lorenzo Sonego (qualificato)
4. Ričardas Berankis (primo turno)

1. Miomir Kecmanović (ultimo turno)
2. Bradley Klahn (primo turno)
3. Thomas Fabbiano (ultimo turno)
4. Tommy Paul (ultimo turno)

## Qualificati
1. Grigor Dimitrov
2. Damir Džumhur

1. Lorenzo Sonego
2. Bernabé Zapata Miralles

## Tabellone qualificazioni

### Legenda
| - Q = Qualificato - WC = Wild card - LL = Lucky loser | - ALT = Alternate - SE = Special Exempt - PR = Protected Ranking | - w/o = Walkover - r = Ritirato - d = Squalificato |

### Sezione 1
|  | Primo turno | Primo turno        | Primo turno        | Primo turno | Primo turno |  |  | Ultimo turno | Ultimo turno    | Ultimo turno    | Ultimo turno | Ultimo turno |  |
|  |             |                    |                    |             |             |  |  |              |                 |                 |              |              |  |
|  | 1/WC        | Grigor Dimitrov    | Grigor Dimitrov    | 6           | 6           |  |  |              |                 |                 |              |              |  |
|  |             | Marc-Andrea Hüsler | Marc-Andrea Hüsler | 4           | 3           |  |  | 1/WC         | Grigor Dimitrov | Grigor Dimitrov | 7            | 6            |  |
|  | WC          | Marko Miladinović  | Marko Miladinović  | 2           | 4           |  |  | 7            | Thomas Fabbiano | Thomas Fabbiano | 5            | 3            |  |
|  | 7           | Thomas Fabbiano    | Thomas Fabbiano    | 6           | 6           |  |  |              |                 |                 |              |              |  |

### Sezione 2
|  | Primo turno | Primo turno     | Primo turno     | Primo turno | Primo turno |  |  | Ultimo turno | Ultimo turno  | Ultimo turno | Ultimo turno | Ultimo turno |  |
|  |             |                 |                 |             |             |  |  |              |               |              |              |              |  |
|  | 2           | Damir Džumhur   | Damir Džumhur   | 6           | 6           |  |  |              |               |              |              |              |  |
|  |             | JC Aragone      | JC Aragone      | 3           | 4           |  |  | 2            | Damir Džumhur | 6            | 4            | 6            |  |
|  |             | Stéphane Robert | Stéphane Robert | 4           | 5           |  |  | 8            | Tommy Paul    | 2            | 6            | 3            |  |
|  | 8           | Tommy Paul      | Tommy Paul      | 6           | 7           |  |  |              |               |              |              |              |  |

### Sezione 3
|  | Primo turno | Primo turno       | Primo turno | Primo turno | Primo turno |  |  | Ultimo turno | Ultimo turno      | Ultimo turno      | Ultimo turno | Ultimo turno |  |
|  |             |                   |             |             |             |  |  |              |                   |                   |              |              |  |
|  | 3           | Lorenzo Sonego    | 4           | 6           | 6           |  |  |              |                   |                   |              |              |  |
|  |             | Daniel Masur      | 6           | 2           | 3           |  |  | 3            | Lorenzo Sonego    | Lorenzo Sonego    | 6            | 7            |  |
|  | Alt         | Ulises Blanch     | 6           | 1           | 4           |  |  | 5            | Miomir Kecmanović | Miomir Kecmanović | 4            | 65           |  |
|  | 5           | Miomir Kecmanović | 4           | 6           | 6           |  |  |              |                   |                   |              |              |  |

### Sezione 4
|  | Primo turno | Primo turno             | Primo turno       | Primo turno | Primo turno |  |  | Ultimo turno | Ultimo turno            | Ultimo turno            | Ultimo turno | Ultimo turno |  |
|  |             |                         |                   |             |             |  |  |              |                         |                         |              |              |  |
|  | 4           | Ričardas Berankis       | Ričardas Berankis | 4           | 4           |  |  |              |                         |                         |              |              |  |
|  |             | Kaichi Uchida           | Kaichi Uchida     | 6           | 6           |  |  |              | Kaichi Uchida           | Kaichi Uchida           | 1            | 1            |  |
|  |             | Bernabé Zapata Miralles | 5                 | 6           | 6           |  |  |              | Bernabé Zapata Miralles | Bernabé Zapata Miralles | 6            | 6            |  |
|  | 6           | Bradley Klahn           | 7                 | 4           | 2           |  |  |              |                         |                         |              |              |  |